# الشق (النادرة)

تعديل مصدري - تعديل

الشق هي إحدى قرى عزلة الشرنمه العليا بمديرية النادرة التابعة لمحافظة إب، بلغ تعداد سكانها 355 نسمة حسب تعداد اليمن لعام 2004.